# Strictly Criminal
Pour plus de détails, voir Fiche technique et Distribution.
Strictly Criminal ou Messe noire au Québec (Black Mass) est un film policier américain réalisé par Scott Cooper et sorti en 2015.
Ce film, qui raconte la vie du gangster James J. Bulger, est basé sur le livre Black Mass: The True Story of an Unholy Alliance Between the FBI and the Irish Mob, écrit par Dick Lehr et Gerard K. O'Neill.

## Synopsis
Dans les années 1970 à Boston, James J. Bulger, alias « Whitey » Bulger, devient l'un des membres fondateurs de l'organisation criminelle de Winter Hill, une branche de la mafia irlandaise. Son ascension dans le monde de la pègre est facilitée par John Connolly, un ami d'enfance devenu agent du FBI.

## Fiche technique
Sauf indication contraire, les informations mentionnées dans cette section peuvent être confirmées par la base de données cinématographiques IMDb,  présente dans la section « Liens externes ».
- Titre original : Black Mass
- Titre français : Strictly Criminal
- Titre québécois : Messe noire
- Réalisateur : Scott Cooper
- Scénario : Scott Cooper, d'après le livre Black Mass: The True Story of an Unholy Alliance Between the FBI and the Irish Mob de Dick Lehr et Gerard O'Neill
- Musique : Junkie XL
- Photographie : Masanobu Takayanagi
- Montage : David Rosenbloom
- Direction artistique : Jeremy Woodward
- Décors : Stefania Cella
- Costumes : Kasia Walicka-Maimone
- Producteurs : Scott Cooper, Brett Granstaff, Brian Olivier, Tyler Thompson, Patrick McCormick, Brett Ratner, John Lesher et Christi Dembrowski
- Producteurs délégués : Gary Granstaff, Phil Hunt, Compton Ross et Lauren Selig
- Sociétés de production : Cross Creek Pictures (en) et Exclusive Media Group
- Société de distribution : Warner Bros., Warner Bros. France (France)
- Budget : 53 millions de dollars[1]
- Pays de production :  États-Unis
- Langue originale : anglais américain
- Format : couleur — 35 mm — 2,35:1 — son Dolby Digital / DTS
- Genre : drame biographique, policier, thriller
- Dates de sortie[2] : 
  - Italie : 4 septembre 2015 (Mostra de Venise 2015)
  - États-Unis : 18 septembre 2015
  - Belgique, France : 25 novembre 2015
- Classification :
  - R (États-Unis)
  - Interdit aux moins de 12 ans (France)

## Distribution
- Johnny Depp (VF : Bruno Choël ; VQ : Gilbert Lachance) : James J. Bulger
- Joel Edgerton (VF : Jérémie Covillault ; VQ : Louis-Philippe Dandenault) : John Connolly
- Benedict Cumberbatch (VF : Xavier Fagnon ; VQ : Tristan Harvey) : Billy Bulger
- Kevin Bacon (VF : Philippe Vincent ; VQ : Benoît Rousseau) : Charles McGuire
- Jesse Plemons (VF : Christophe Lemoine ; VQ : Maël Davan-Soulas) : Kevin Weeks
- Peter Sarsgaard (VF : Nessym Guétat ; VQ : Jean-François Beaupré): Brian Halloran
- Rory Cochrane (VF : Thierry Kazazian ; VQ : Denis Roy) : Steve Flemmi
- Adam Scott (VF : Constantin Pappas ; VQ : Éric Paulhus) : l'agent du FBI Robert Fitzpatrick
- Dakota Johnson (VF : Marie Tirmont ; VQ : Rachel Graton) : Lindsey Cyr
- Corey Stoll (VF : Jérôme Keen ; VQ : Paul Sarrasin) : Fred Wyshak
- David Harbour (VF : François Raison ; VQ : François L'Écuyer) : John Morris
- Julianne Nicholson (VF : Odile Cohen ; VQ : Catherine Proulx-Lemay): Marianne Connolly
- W. Earl Brown (VF : Stefan Godin) : John Martorano
- Bill Camp (VF : Serge Biavan) : John Callahan
- Juno Temple (VF : Diane Dassigny ; VQ : Romy Kraushaar-Hébert) : Deborah Hussey
- Jeremy Strong : Josh Bond (non crédité)
- Luke Ryan (VQ : Clifford Leduc-Vaillancourt): Douglas Cyr
- Brad Carter (en) (VF : Jérémy Bardeau) : John McIntyre
- Mark Mahoney (VF : Emmanuel Karsen) : Mickey Maloney
- Erica McDermott (en) : Mary Bulger
- James Russo : agent Scott Garriola (non crédité)

 Source et légende : version française (VF) sur RS Doublage ; version québécoise (VQ) sur Doublage.qc.ca

## Production

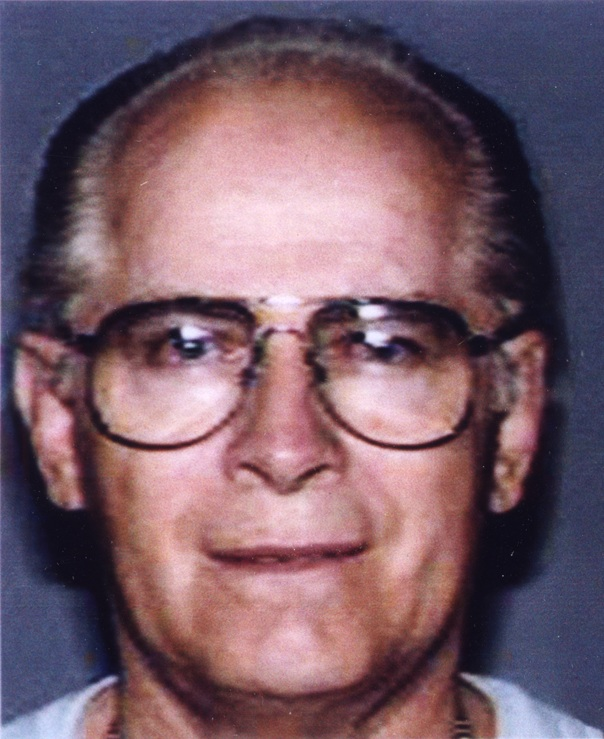
James J. Bulger en 1994, peu de temps avant sa cavale.

### Développement
En 2013, Barry Levinson est annoncé pour réaliser un film basé sur l'histoire de James J. Bulger. Le scénario de Jim Sheridan, Jez Butterworth et Russell Gewirtz s'inspire du livre écrit par Dick Lehr et Gerard O'Neill, et que l'on considère être l'histoire vraie de Billy Bulger, Whitey Bulger, l'agent du FBI John Connolly et le programme de protection des témoins du FBI qui a été créé par J. Edgar Hoover. Cependant, en janvier 2014, c'est finalement Scott Cooper qui est choisi pour réécrire et diriger le film. Le 27 février 2014, la Warner Bros reprend les droits de distribution dans le monde, prévoyant une sortie en octobre 2015.

### Attribution des rôles

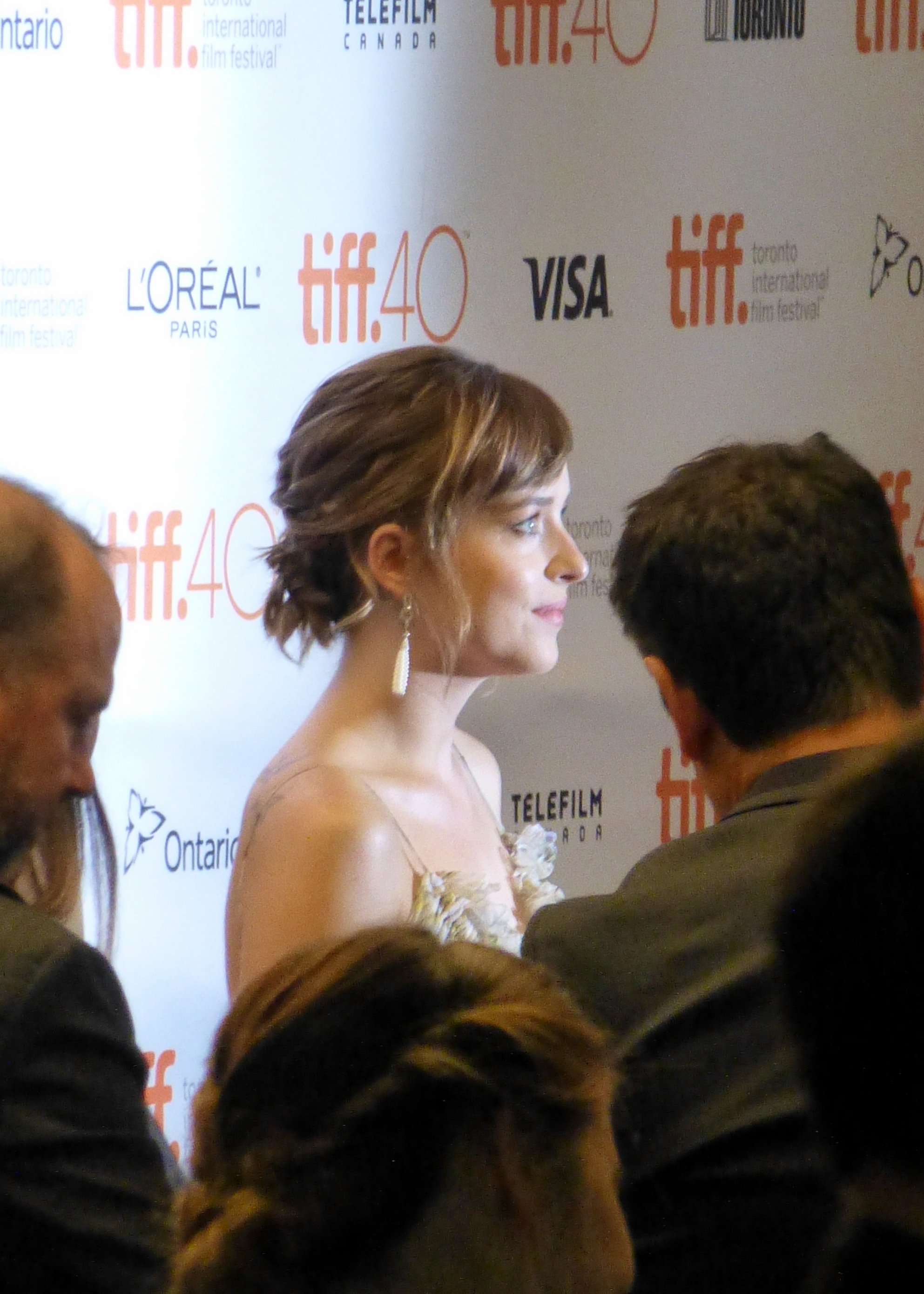
L'actrice Dakota Johnson pour la présentation du film au Festival international du film de Toronto 2015.

Benedict Cumberbatch remplace Guy Pearce qui devait interpréter Billy Bulger. Le 10 juin, il est annoncé que Jeremy Strong rejoindra le tournage en juillet après avoir fini celui de Selma. Quelques jours plus tard, le 14 juin, est également annoncé que James Russo rejoindrait le casting pour interpréter Scott Garriola, un agent du FBI. Le 26 juin, Kevin Bacon a été ajouté à la distribution du film pour jouer Charles McGuire, agent spécial du FBI et patron de John Connelly.
Sienna Miller a également rejoint le casting et tourné des scènes, qui ont été finalement coupées en raison de « choix narratifs ».

### Tournage
Le tournage a commencé le 19 mai 2014 à Boston. Le tournage a eu lieu en partie dans le quartier Dorchester à Boston. Le 23 mai, des coups de feu ont été tirés lors du tournage au Polish American Club, qui a été modifié pour ressembler au Triple O's Lounge, le repaire des Whitey, à Cambridge, dans le Massachusetts,. Le 27 mai, le tournage a eu lieu dans le quartier de East Boston, où Johnny Depp et Jesse Plemons ont été vus ensemble sur le plateau. Joel Edgerton a également été vu dans la peau de John Connolly pendant le tournage sur Silver Street à South Boston,. Le 4 juin, Johnny Depp a été repéré à Lynn pendant la recréation des meurtres de Brian Halloran et Michael Donahue de 1982 par Bulger. Les 6 et 7 juin, le tournage avec Johnny Depp s'est poursuivi à Copley Square à Boston.

## Accueil
Warner Bros. a annoncé officiellement que le film sortirait le 18 septembre 2015. Le film a été présenté hors compétition à la Mostra de Venise 2015.

### Box-office
| Pays ou région    | Box-office      | Date d'arrêt du box-office | Nombre de semaines |
| ----------------- | --------------- | -------------------------- | ------------------ |
| États-Unis Canada | 62 575 678 $    | 3 décembre 2015            | 11                 |
| France            | 347 697 entrées | 26 janvier 2016            | 9                  |
| Mondial           | 99 775 678 $    | 13 mars 2016               |                    |

## Distinctions

### Nominations
- Screen Actors Guild Awards 2016 : meilleur acteur pour Johnny Depp